# Украинцы в Великобритании

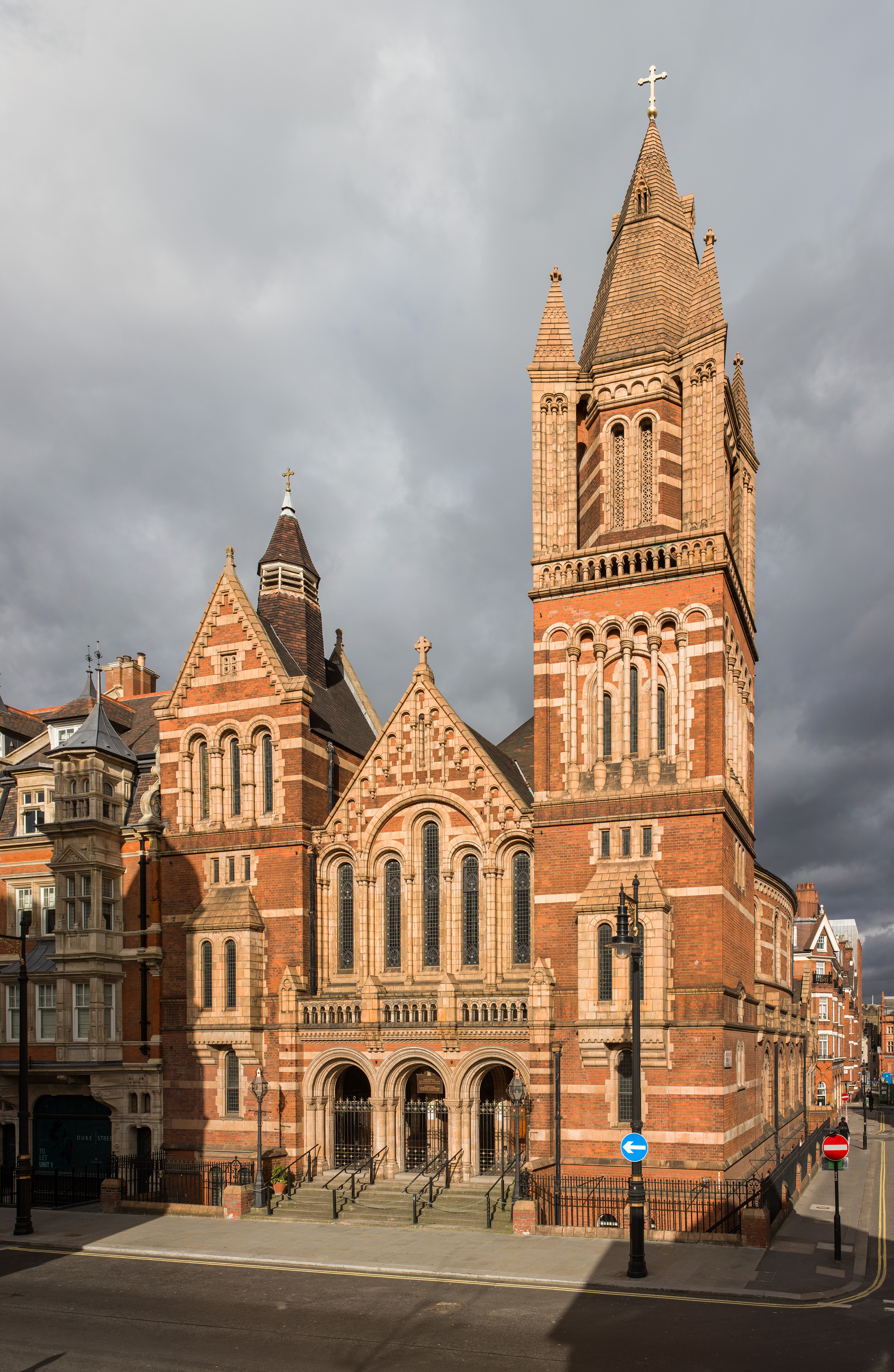
Украинский греко-католический собор в Лондоне

Украинцы в Великобритании (укр. Українці у Великобританії, англ. Ukrainians in the United Kingdom) — одна из этнических общин в Великобритании, численность которой составляет около 30 тысяч человек.

## История
Отдельные украинцы издавна посещали Великобританию и пребывали там длительное время. Так, в начале XVII века в Кембриджском и Оксфордском университетах учился общественный деятель эпохи восстаний Хмельницкого Юрий Немирич. В XVIII—XIX веках среди граждан Российской империи, которые находились в Великобритании по разным причинам (дипломатическая служба, обучение, мореходство, путешествия), было немало выходцев с Украины. В 1765—1780 и 1784 годах настоятелем православной церкви в Лондоне был украинец из Харьковщины, воспитанник Киевской духовной академии А. Самборский (1735—1815), в 1860—1861 годах в Лондоне работал наборщиком в «Вольной русской типографии» общественный деятель и журналист Агапий Гончаренко. В 1893 году в Манчестере осело 150 рабочих из Золочевского повята Тарнопольского воеводства, работавших преимущественно портными, в 1929 году они основали там украинский клуб.
До 1940 года украинцев в Великобритании было мало: кроме уже упомянутых лишь отдельные политические эмигранты и студенты. В 1940 году, после захвата Франции гитлеровской Германией, в Великобританию прибыла группа украинцев, служившая там в польских частях. В 1946—1948 годах из Италии переехали украинские военнослужащие из польского корпуса генерала Андерса (около 6 тысяч), а из британской зоны Западной Германии и Австрии — украинцы из лагерей для перемещённых лиц, завербованных на работу в Великобританию специальной комиссией, и пленные из дивизии СС «Галичина» (около 20 тысяч). Большинство прибывших — молодые мужчины, женщины составляли лишь 10 % от их числа. Впоследствии свыше 2 тысяч украинских женщин прибыло из Польши и Югославии.
Эмиграция украинцев из Великобритании, начавшаяся в конце 50-х годов XX века, продолжается до сих пор, из страны выехало 8—10 тысяч человек. По данным 1994 года, в Великобритании насчитывается до 30 тысяч украинцев, из них 2/3 галичан по происхождению. Примерно 30 % живёт в Ланкашире (преимущественно в Манчестере), 26 % — в Йоркшире, 26 % — в Ноттингеме, Ковентри, Лестере и других городах Центральной Англии (Мидленд), 12 % — в Лондоне и на юге Англии, 4 % — в Шотландии (преимущественно в Эдинбурге), 2 % — в Уэльсе (прежде всего в Кардиффе и Суонси). Многие украинские мужчины вступали в брак с немками, итальянками, ирландками, валлийками.

## Численность и социальный состав
Официальная статистика относительно количества и социального состава этнических украинцев в Великобритании отсутствует. По мнению руководителей украинских общественных организаций численность украинской общины сегодня составляет около 30 тысяч человек. В основном, это представители первого и второго поколения послевоенной эмиграции. За последних несколько лет украинская община Великобритании увеличилась за счет трудовых мигрантов, значительное количество которых находится в Великобритании нелегально. Назвать общую численность граждан Украины, находящихся в Великобритании невозможно ввиду отсутствия соответствующей статистики и методологии её определения, а также отсутствия регистрации при выезде граждан за пределы страны.
Граждане Украины, которые получили разрешение на трудоустройство в Великобритании, пользуются такими же правами по защите своих интересов, как и граждане Великобритании. На территории Великобритании зафиксировано почти 70 мест компактного проживания украинцев. Наиболее многочисленные общины существуют в Лондоне, Манчестере, Брадфорде и Ноттингеме.

## Религия

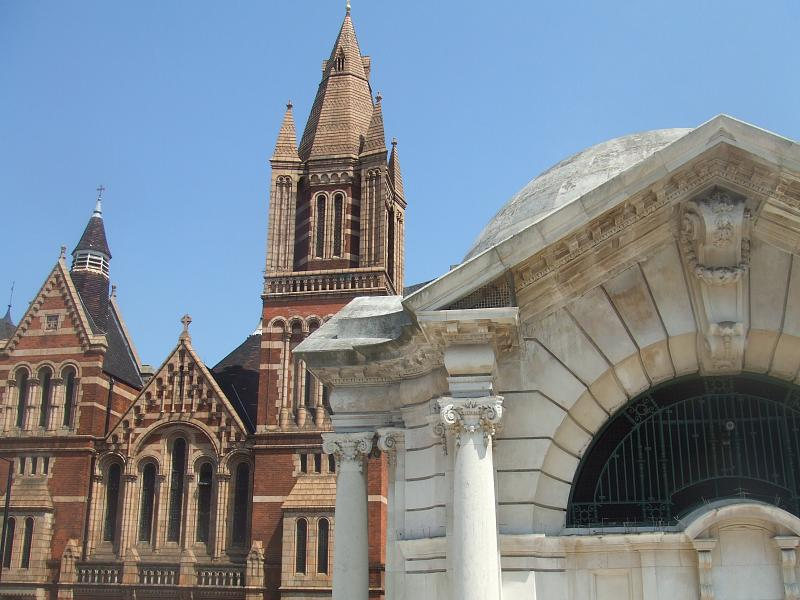
Украинская греко-католическая церковь в Лондоне

История Украинской грекокатолической церкви в Великобритании берет свое начало с XIX века, после прибытия эмигрантов из Западной Украины, осевших в основном в районе Манчестера и Лондона. После Второй мировой войны число украинских эмигрантов значительно увеличилось. Первоначально украинские греко-католики, проживавшие в Великобритании, подчинялись латинским иерархам. В 1948 году для них стали проводиться богослужения византийского обряда в церкви Христа Царя в Ковентри, позднее им была передана церковь святой Елизаветы в Фолешилле.
10 июня 1957 года Римский папа Пий XII издал буллу Quia Christus, которой учредил апостольский экзархат Англии и Уэльса для верных Украинской грекокатолической церкви. 5 марта 1967 года юрисдикция экзархата распространилась на Шотландию. 12 мая 1968 года Конгрегация по делам восточных церквей выпустила декрет Apostolica Constitutione, который распространил юрисдикцию апостольского экзархата Великобритании на всю территорию Великобритании.
18 января 2013 года Папа Римский Бенедикт XVI возвёл апостольский экзархат УГКЦ в Великобритании в ранг епархии под названием Лондонская епархия Святого Семейства для украинцев византийского обряда. Первым правящим епископом епархии стал Глеб Лончина (со 2 июня 2009 года он был апостольским администратором экзархата в Великобритании, а с 14 июня 2011 года — апостольским экзархом).
Епархия объединяет украинских греко-католиков и распространяет свою юрисдикцию на всю территорию Великобритании. Кафедральным собором епархии является собор Святого Семейства в Изгнании (англ. The Ukrainian Catholic Cathedral of the Holy Family in Exile).
|  |  |  |  |

## Украинские общественные организации
Союз украинцев в Великобритании (СУБ) является самой многочисленной украинской общественной организацией в Великобритании. Организация насчитывает около 1700 членов. В состав организации входят 42 отделения и 16 ячеек. Всего в собственности организации находится 35 домов по всей территории Великобритании, в которых расположены украинские клубы, школы украиноведения и т. д. Главное управление расположено в Лондоне. В этом же помещении находится библиотека и архив имени Тараса Шевченко. Также собственностью СУБа является дом престарелых («инвалидный дом») в Чиддингфолде, в котором сегодня проживает около 30 пожилых людей. С СУБом сотрудничают Объединение бывших воинов Украины в Великобритании и Организация Украинских Женщин (ОУЖ), под опекой которой находится музей народного искусства в Манчестере.

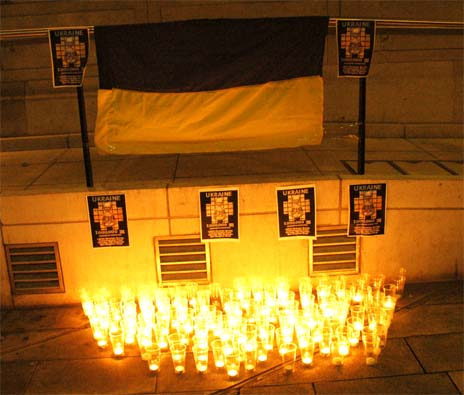
Студенты Лондонской школы экономики во время памятных мероприятий Голодомора на Украине (1932-1933)

В Соединенном Королевстве действует также Объединение украинцев в Великобритании, насчитывающее 350 членов. После обретения Украиной независимости, Объединение подарило украинскому государству здание в Эдинбурге, где сегодня расположено Генеральное консульство Украины. Организация также предоставила для долгосрочного пользования дом, в котором сегодня функционирует консульский отдел Посольства Украины в Лондоне.
Активное участие в общественной жизни украинской общины Великобритании принимают организации Союз Украинской Молодёжи (СУМ) и Пласт. К молодым украинских общественным организациям, вокруг которых в основном объединяются украинцы четвёртой волны эмиграции, можно отнести Украинско-Британский Сити Клуб. Эта организация насчитывает около 500 членов, среди которых — физические лица, компании, представительства, банки, корпорации, сотрудничающие с Украиной. В течение последнего года достаточно активной была деятельность Британо-Украинского Общества, вокруг которого собираются бизнесмены, научные и культурные деятели Великобритании, известные политики, заинтересованные в сотрудничестве с Украиной.

Представители Посольства постоянно принимают участие в мероприятиях, организованных украинской общиной, регулярно встречаются с представителями диаспоры, организуют совместные мероприятия с украинскими общественными организациями Великобритании.

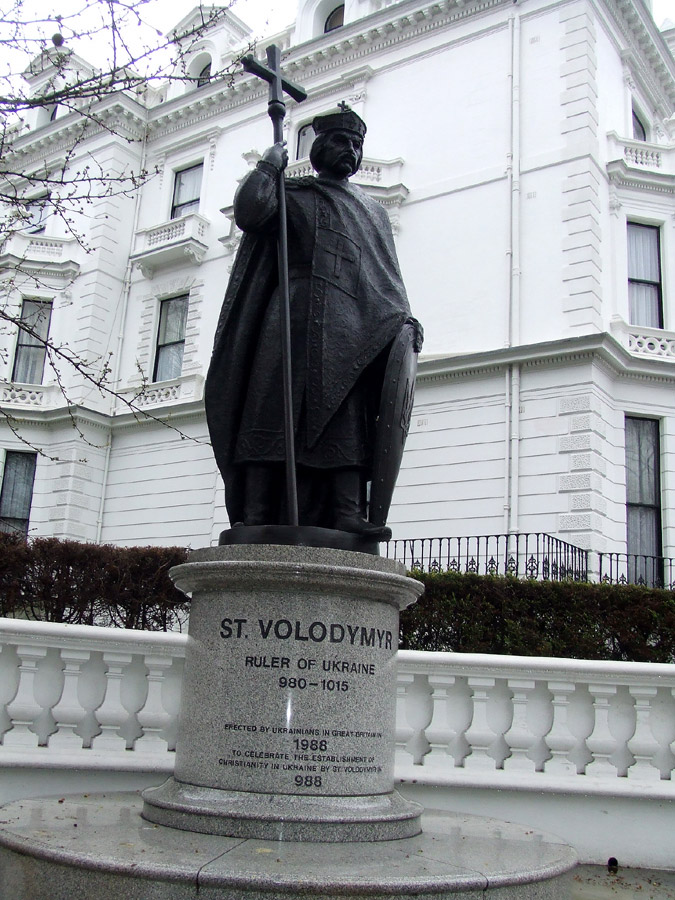
Памятник киевскому князю Владимиру Великому в Лондоне, с надписью «Правитель Украины» («Ruler of Ukraine»)

## Культура и информация
В Великобритании выходит украиноязычная газета «Украинская мысль», которая является печатным органом Союза украинцев (тираж 7,5 тысяч экземпляров). Британская телерадиовещательная корпорация Би-Би-Си, в составе которой есть украинская редакция, с 1992 по 2011 год проводила ежедневное радиовещание на украинском языке. Собственные украиноязычные телевизионные программы в телеэфире Великобритании отсутствуют. Многие украинцы использует современные средства спутниковой связи, которые предоставляют возможность просматривать программы украинских телеканалов.
В Британской библиотеке есть отдел украинистики, который постоянно пополняется за счет бюджетных средств новыми поступлениями. Украинская книга в Великобритании доступна широкому кругу читателей. Благодаря содействию украинской общины на территории Великобритании были установлены памятники Владимиру Великому в Лондоне и павшим Героям Украины в жилом комплексе «Тарасовка» у Дерби, монумент жертвам Голодомора в Лондоне, памятные доски у городских ратуш Болтона и Рочдейла и т. д. Примерно 70 % украинцев в Великобритании греко-католического вероисповедания, около 10 % посещают Украинскую православную церковь. Как все граждане Великобритании, украинцы имеют право на свободное вероисповедание.
Кроме украиноязычных газет, в Великобритании в Украинской издательском союзе печатаются украинские книги. В Лондоне функционирует украинский книжный магазин, где можно приобрести современные книги и периодику, которые издаются в Великобритании и на Украине. Молодёжным организациям СУМ и Пласт в Великобритании созданы все условия для сохранения и развития национальных традиций, удовлетворения языковых и культурных потребностей. Члены Пласта проводят летние лагеря в «Верховине», что в Северном Уэльсе.
«СУМовцы» ежегодно проводят летние сборы в лагере «Тарасовка» у Дерби. Это место является излюбленным местом отдыха и досуга не только молодёжи. Ежегодно в день Святой Троицы сюда съезжаются украинцы со всей Великобритании, чтобы отметить Праздник Героев. Действо сопровождается межконфессиональной литургией и концертами. Именно на «Тарасовке» ежегодно во вторую субботу июля происходит крупнейший в Великобритании украинский фестиваль и ярмарка. Отведать традиционные украинские блюда, послушать народную музыку, полюбоваться изяществом украинской вышиванки и мастерством украинских танцоров, приезжают не только украинцы. Фестиваль завоевал немалую популярность среди британцев и представителей многих национальных меньшинств, проживающих в Великобритании.
О сохранении культурной самобытности и традиций свидетельствует деятельность в Великобритании украинских национальных творческих коллективов: «Мрія» (Брадфорд), «Дніпро» (Ноттингем), «Булава» (Ковентри), танцевальных групп «Метелик» (Рединг), «Орлик» (Манчестер).

## Образование и язык
В Великобритании действуют 14 субботних школ украиноведения, где работают 70 учителей и обучается более 400 учеников. В школах дети изучают украинский язык, историю, географию и культуру. Большинство школ работают при отделах СУБ. Преподавательский состав школ объединённый в Союз украинской Учителей и воспитателей. В 2007 году открыта кафедра украинистики (возглавляет профессор Рори Финин) в Кембриджском университете, на постоянной основе которой открывается программа «Украинских исследований в Кембридже». За короткое время кафедра стала не только крупнейшим центром изучения украинского языка, но и культурно-информационным центром, на базе которого проводятся семинары, лекции, выставки на украинскую тематику.
Школа славянских и восточноевропейских наук и Университет святого Андрея предлагают языковые курсы для изучения украинского языка и истории Украины. На базе Украинского института в Лондоне действует Международная украинская школа. Украинская диаспора оказывает непосредственную поддержку деятельности этого учреждения.